# Río Kelasuri
El río Kelasuri (en georgiano: კელასური) o Kalashir (en abjasio: Kyalashәyr) es un río del extremo sureste de Europa, que nace al sur de las montañas del Cáucaso y fluye en dirección oeste hasta desaguar en el mar Negro.El río es uno de los ríos más grandes de Abjasia.
La fuente se encuentra en el glaciar Jimsa en los montes de Bzipi y el río comienza en la fusión de los ríos Kelasuri I y Kelasuri II. El río fluye a lo largo de la frontera administrativa de los municipios/distritos de Sujumi y Gulripshi.
Las fuentes de los ríos son agua de origen glaciar y lluvia. El caudal de agua a principios de mayo es de unos 20 a 25 metros cúbicos por segundo. Una parte importante del cauce del río discurre a lo largo del valle del mismo nombre y desemboca en el mar Negro a 5 km del centro de Sujumi. 